# Дуальність Понтрягіна
Дуальність Понтрягіна — узагальнення перетворення Фур'є на локально компактні абелеві групи.

## Побудова
Нехай G — локально компактна абелева топологічна група. В такому випадку група характерів G (гомоморфізмів з G в U(1)) теж буде локально-компактною і називається дуальною групою за Понтрягіним (G^).
Згідно з теоремою Понтрягіна про дуальність, група G^^ канонічно ізоморфна G, це виправдовує використання терміна дуальність. Слово «канонічно» означає, що існує природне відображення з G в G^^, зокрема, воно є функторіальним. Це відображення визначається наступним чином:
{\displaystyle x\mapsto \{\chi \mapsto \chi (x)\}.}
Іншими словами, елементу x групи G зіставляється відображення з G^ в U(1), тобто елемент G^^.